# Trictenotoma grayi
Trictenotoma grayi is een keversoort uit de familie Trictenotomidae. De wetenschappelijke naam van de soort is voor het eerst geldig gepubliceerd in 1851 door Smith.